# 鲂碘泡虫
鲂碘泡虫（学名：Myxobolus megalobramae）为碘泡科碘泡虫属的动物。在中国，分布于浙江等，营寄生生活，寄生在团头鲂的肠外壁。